# Listă de filme de acțiune din 2003
Aceasta este o listă de filme de acțiune din 2003:
| Titlu                                      | Regizor                         | Actori                                                 | Țară                                           | Sub-Gen/Note            |
| ------------------------------------------ | ------------------------------- | ------------------------------------------------------ | ---------------------------------------------- | ----------------------- |
| A Man Apart                                | F. Gary Gray                    | Vin Diesel, Timothy Olyphant, Timothy Olyphant         | Statele Unite ale Americii                     | acțiune thriller        |
| 2 Fast 2 Furious                           | John Singleton                  | Paul Walker, Tyrese Gibson, Eva Mendes                 | Statele Unite ale Americii                     | [ 2 ]                   |
| Bad Boys II                                | Michael Bay                     | Martin Lawrence, Will Smith, Jordi Mollà               | Statele Unite ale Americii                     | [ 3 ]                   |
| Belly of the Beast                         | Ching Siu Tung                  | Steven Seagal                                          | Statele Unite ale Americii                     | [ 4 ]                   |
| Biker Boyz                                 | Reggie Rock Bythewood           | Laurence Fishburne, Derek Luke, Orlando Jones          | Statele Unite ale Americii                     | [ 5 ]                   |
| Bulletproof Monk                           | Paul Hunter                     | Chow Yun-fat, Seann William Scott, Jaime King          | Statele Unite ale Americii                     | [ 6 ]                   |
| Charlie's Angels: Full Throttle            | McG                             | Cameron Diaz, Drew Barrymore, Lucy Liu                 | Statele Unite ale Americii                     | [ 7 ]                   |
| The Core                                   | Jon Amiel                       | Aaron Eckhart, Hilary Swank, Delroy Lindo              | Statele Unite ale Americii                     | [ 8 ]                   |
| Cradle 2 the Grave                         | Andrzej Bartkowiak              | Jet Li, DMX, Mark Dacascos                             | Statele Unite ale Americii                     | [ 9 ]                   |
| Daredevil                                  | Mark Steven Johnson             | Ben Affleck, Jennifer Garner, Colin Farrell            | Statele Unite ale Americii                     | [ 10 ]                  |
| Drunken Monkey                             | Lau Kar-Leung                   | Lau Kar-Leung, Chik Kun Kwan, Jason Wu                 | Hong Kong                                      | [ 11 ] [ 12 ]           |
| Heroic Duo                                 | Benny Chan                      | Leon Lai Ming, Ekin Cheng, Francis Ng                  | Hong Kong                                      | [ 13 ]                  |
| Hollywood Homicide                         | Ron Shelton                     | Harrison Ford, Josh Hartnett, Lena Olin                | Statele Unite ale Americii                     | [ 14 ]                  |
| House of the Dead                          | Uwe Boll                        | Jonathan Cherry, Tyron Leitso, Clint Howard            | Germania · Statele Unite ale Americii · Canada | acțiune thriller        |
| The Hulk                                   | Ang Lee                         | Eric Bana, Jennifer Connelly, Sam Elliott              | Statele Unite ale Americii                     | [ 16 ]                  |
| The Hunted                                 | William Friedkin                | Tommy Lee Jones, Benicio del Toro, Connie Nielsen      | Statele Unite ale Americii                     | acțiune thriller        |
| In Hell                                    | Ringo Lam                       | Jean-Claude Van Damme, Lawrence Taylor, Marnie Alton   | Statele Unite ale Americii                     | [ 18 ]                  |
| Kill Bill Vol. 1                           | Quentin Tarantino               | Uma Thurman, Lucy Liu, Vivica A. Fox                   | Statele Unite ale Americii                     | [ 19 ]                  |
| Lara Croft Tomb Raider: The Cradle of Life | Jan de Bont                     | Angelina Jolie, Gerard Butler, Ciarán Hinds            | Statele Unite ale Americii                     | [ 20 ]                  |
| The League of Extraordinary Gentlemen      | Steve Norrington                | Sean Connery, Shane West, Stuart Townsend              | Statele Unite ale Americii                     | [ 21 ]                  |
| Looking for Mr. Perfect                    | Ringo Lam                       | Shu Qi, Andy On, Simon Yam                             | Hong Kong                                      | [ 22 ]                  |
| The Matrix Reloaded                        | Andy Wachowski, Larry Wachowski | Keanu Reeves, Carrie-Anne Moss, Laurence Fishburne     | Statele Unite ale Americii                     | Science fiction acțiune |
| The Matrix Revolutions                     | Andy Wachowski, Larry Wachowski | Keanu Reeves, Carrie-Anne Moss, Laurence Fishburne     | Statele Unite ale Americii                     | Science fiction acțiune |
| The Medallion                              | Gordon Chan                     | Jackie Chan, Lee Evans, Claire Forlani                 | Hong Kong · Statele Unite ale Americii         | [ 25 ]                  |
| Moon Child                                 | Takahisa Zeze                   | Hideto Takarai, Gackt Camui                            | Japonia                                        | [ 26 ]                  |
| National Security                          | Dennis Dugan                    | Martin Lawrence, Steve Zahn                            | Statele Unite ale Americii                     | [ 27 ]                  |
| Once Upon a Time in Mexico                 | Robert Rodriguez                | Antonio Banderas, Salma Hayek, Johnny Depp             | Statele Unite ale Americii                     | [ 28 ]                  |
| Ong-Bak: Muay Thai Warrior                 | Prachya Pinkaew                 | Tony Jaa, Petchtai Wongkamlao, Pumwaree Yodkamol       | Thailanda                                      | [ 29 ]                  |
| Onmyoji 2                                  |                                 | Mansai Nomura,                                         | Japonia                                        | film de arte marțiale   |
| Paycheck                                   | John Woo                        | Ben Affleck, Aaron Eckhart, Uma Thurman, Paul Giamatti | Statele Unite ale Americii                     | [ 31 ]                  |
| PTU                                        | Johnny To                       | Simon Yam, Lam Suet, Ruby Wong                         | Hong Kong                                      | [ 32 ]                  |
| The Rundown                                | Peter Berg                      | Dwayne Johnson, Seann William Scott                    | Statele Unite ale Americii                     | [ 33 ]                  |
| Running on Karma                           | Johnny To, Wai Ka-fai           | Andy Lau, Cecilia Cheung, Cheung Siu Fai               | Republica Populară Chineză · Hong Kong         | [ 34 ]                  |
| Shanghai Knights                           | David Dobkin                    | Jackie Chan, Owen Wilson                               | Statele Unite ale Americii                     | [ 35 ]                  |
| The Spy Dad                                | Wong Jing                       |                                                        | Hong Kong                                      | [ 36 ]                  |
| S.W.A.T.                                   | Clark Johnson                   | Samuel L. Jackson, Colin Farrell, Michelle Rodriguez   | Statele Unite ale Americii                     | [ 37 ]                  |
| Sword in the Moon                          | Kim Ui-seok                     | Choi Min-su, Jo Jae-hyeon, Kim Bo-gyeong               | Coreea de Sud                                  | [ 38 ]                  |
| Taxi 3                                     | Gérard Krawczyk                 | Samy Naceri, Frederic Diefenthal, Emma Sjöberg         | Franța                                         | [ 39 ]                  |
| Tears of the Sun                           | Antoine Fuqua                   | Bruce Willis, Monica Bellucci                          | Statele Unite ale Americii                     | [ 40 ]                  |
| Terminator 3: Rise of the Machines         | Jonathan Mostow                 | Arnold Schwarzenegger, Nick Stahl                      |                                                | Science fiction acțiune |
| Timeline                                   | Richard Donner                  | Paul Walker, Frances O'Connor                          | Statele Unite ale Americii                     | [ 42 ]                  |
| The Twins Effect                           | Dante Lam                       | Charlene Choi, Gillian Chung                           | Hong Kong                                      | [ 43 ]                  |
| Tube                                       | Baek Woon-hak                   | Kim Seok-hun, Bae Du-na, Park Sang-min                 | Coreea de Sud                                  | acțiune thriller        |
| Underworld                                 | Len Wiseman                     | Kate Beckinsale, Scott Speedman                        | Statele Unite ale Americii                     | [ 45 ]                  |
| Warriors of Heaven and Earth               | He Ping                         | Jiang Wen, Kiichi Nakai, Wang Xueqi                    | Republica Populară Chineză                     | [ 46 ]                  |
| When Eagles Strike                         | Cirio H. Santiago               | Christian Boeving, Stacy Keach                         | Statele Unite ale Americii                     | [ 47 ]                  |
| X2: X-Men United                           | Bryan Singer                    | Patrick Stewart, Hugh Jackman, Ian McKellen            | Statele Unite ale Americii                     | [ 48 ]                  |
| Zatōichi                                   | Beat Takeshi Kitano             | Beat Takeshi Kitano, Tadanobu Asano, Michiyo Okusa     | Japonia                                        |                         |